# Benjamin Leuenberger

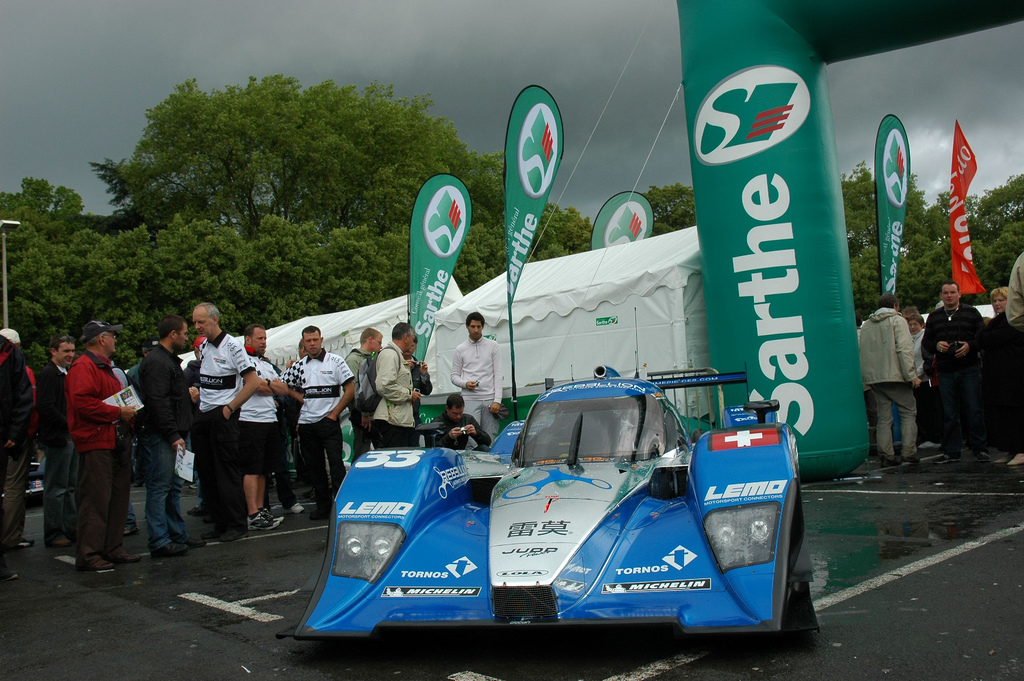
Der Speedy Racing Team-Lola-B08/80 von Benjamin Leuenberger vor dem 24-Stunden-Rennen von Le Mans 2009

Benjamin Leuenberger (* 11. Juni 1982 in Solothurn) ist ein ehemaliger Schweizer Automobilrennfahrer.

## Karriere
Benjamin Leuenberger begann seine Motorsportkarriere 1999 mit dem Gesamtsieg in der Nachwuchsformel Formel BMW-Junior.
Nach drei Jahren Formel Renault entschied sich der Schweizer 2002 für einen Umstieg in die Sportwagenszene. Er bestritt eine volle Saison im Porsche Carrera Cup Deutschland, mit zwei Abstechern in die V8-Star-Serie. Im Carrera-Cup wurde er Ende des Jahres Vierzehnter in der Meisterschaft. 2003 folgte das Debüt beim 24-Stunden-Rennen von Le Mans mit einem Werks-Panoz LMP-1. Bei seinen ersten vier Starts an der Sarthe war der zwölfte Gesamtrang 2009 die beste Platzierung.
Für das Speedy Racing Team fuhr er ab der Saison 2008 in der Le Mans Series. 2009 gewann er für sein Team gemeinsam mit Xavier Pompidou und Jonny Kane die LMP2-Klasse beim 1000-km-Rennen von Silverstone.

## Statistik

### Le-Mans-Ergebnisse
| Jahr | Team                 | Fahrzeug                   | Teamkollege     | Teamkollege     | Platzierung | Ausfallgrund |
| ---- | -------------------- | -------------------------- | --------------- | --------------- | ----------- | ------------ |
| 2003 | JML Team Panoz       | Panoz LMP-1                | David Saelens   | Scott Maxwell   | Ausfall     | Unfall       |
| 2004 | Taurus Sports Racing | Lola B2K/10                | Christian Vann  | Didier André    | Rang 20     |              |
| 2008 | Speedy Racing Team   | Spyker C8 Laviolette GT2-R | Andrea Chiesa   | Iradj Alexander | Ausfall     | Motorschaden |
| 2009 | Speedy Racing Team   | Lola B08/80                | Xavier Pompidou | Jonny Kane      | Rang 12     |              |

### Sebring-Ergebnisse
| Jahr | Team         | Fahrzeug      | Teamkollege   | Teamkollege | Platzierung | Ausfallgrund |
| ---- | ------------ | ------------- | ------------- | ----------- | ----------- | ------------ |
| 2003 | JML          | Panoz LMP01   | Scott Maxwell | John Graham | Rang 9      |              |
| 2011 | Panoz Racing | Panoz Abruzzi | Ian James     |             | Ausfall     | Mechanik     |